# Thomas Jeffery Parker
Pour les articles homonymes, voir Thomas Parker et Parker.
Thomas Jeffery Parker est un zoologiste britannique, né le 17 octobre 1850 à Londres et mort le 1er novembre 1897 à Warrington.

## Biographie
Il est le fils de William Kitchen Parker (1823-1890), médecin, zoologiste et naturaliste renommé, et d’Elizabeth née Jeffery. Son père, grand spécialiste de l’anatomie comparée, fréquente Thomas Henry Huxley (1825-1895). Le jeune Thomas fréquente la Clarendon House School puis l’université de Londres où il obtient son Bachelor of Sciences. Il entre alors à l’école royale des mines où Huxley, défenseur de la théorie darwinienne, enseigne l’histoire naturelle. Huxley le fait entrer dans l’école royale en 1872 comme démonstrateur en biologie. Il se marie avec Charlotte Elizabeth Rossell le 23 décembre 1874. En 1880, il devient professeur de biologie à l’université d'Otago en Nouvelle-Zélande où il succède à Frederick Wollaston Hutton (1836-1905). Il reste à ce poste durant dix-sept ans. Parker, pédagogue hors pair, exerce une forte influence ses étudiants et fait paraître plusieurs ouvrages scolaires comme A course of instruction in zootomy (Vertebrata) qui paraît en 1884 et A text-book of zoology (deux volumes) qu’il signe avec William Aitcheson Haswell (1854-1925) en 1897. Il est également le conservateur du muséum d’Otago. Parker étudie en particulier la faune aviaire de Nouvelle-Zélande.
Parker devient membre de la Royal Society en 1888 et de la Société linnéenne de Londres en 1895. En 1892, l’université de Londres lui donne un titre de docteur ès sciences honorifique. Souffrant de diabète, il meurt prématurément, à 47 ans, cinq ans après avoir perdu sa femme, perte dont il fut grandement affecté.

## Liste partielle des publications
- A course of instruction in zootomy (vertebrata). Macmillan, Londres, 1884-1895.
- Lessons in elementary biology. Macmillan, Londres, 1891-1920.
- William Kitchen Parker, F.R.S. Macmillan, Londres, 1893.
- Vorlesungen über elementare Biologie. Vieweg, Braunschweig 1895.
- Avec William Aitcheson Haswell (1854-1925) A text-book of zoology. Macmillan, Londres, New York 1897, réédité en 1972.  (ISBN 0-444-19579-3)
- Avec W.A. Haswell A manual of zoology. Macmillan, New York, 1900-1903 — Un exemplaire numérique est consultable librement sur Archive.org
- Avec son frère William Newton Parker (1861-1924), An elementary course of practical zoology. Macmillan, Londres, 1900-1922.
- Lecons de biologie élémentaire. Paris, 1904.

### Source
- Dictioonary of New Zealand Biography (en anglais)
- Brewin, B. I. 'Thomas Jeffery Parker (1850–1897)'. MS. DUHO
- Fell, H. B. 'Parker, Thomas Jeffrey’. In An encyclopaedia of New Zealand. Ed. A. H. McLintock. Wellington, 1966
- Obit. Nature 57, No 1471 (1898): 225–227
- Obit. Otago Daily Times. 8 novembre 1897